# Râul Teliu
Râul Teliu este un curs de apă, afluent al râului Tărlung. 